# Augustin Alexandre Darthé
Augustin Alexandre Joseph Darthé (* 1769 in Saint-Pol-sur-Ternoise (heute im Département Pas-de-Calais); † 27. Mai 1797 in Vendôme) war ein französischer Revolutionär.

## Leben
Augustin Alexandre Joseph Darthé wurde als Sohn eines kleinadeligen Arztes in Saint-Pol-sur-Ternoise  geboren und studierte bei Revolutionsausbruch in Paris die Rechte.
Darthé beteiligte sich am Sturm auf die Bastille am 14. Juli 1789. Er trat dem Klub der Jakobiner bei und wurde im November 1792 in das Direktorium des Departements Pas-de-Calais gewählt. Im Sommer 1793 schlug er einen Aufstand (Kleine Vendée) in der Nähe von Pernes-en-Artois mit unerbittlicher Härte nieder. Danach wirkten Darthé und sein Schwager Joseph Le Bon als Repräsentanten in Mission in der Nordregion und errichteten dort die Schreckensherrschaft der Jakobiner. Darthé fungierte als Geschworener und seit April 1794 als öffentlicher Ankläger am Revolutionstribunal in Arras und Cambrai.
Darthé wurde nach dem Umsturz vom 9. Thermidor (27. Juli 1794) inhaftiert und lernte im Gefängnis seinen späteren Mitstreiter Babeuf kennen. Nach der Niederschlagung des royalistischen Vendémiaire-Aufstandes am 5. Oktober 1795 entschlossen sich die Thermidorianer für eine Generalamnestie für inhaftierte Jakobiner. Darthé wurde am 14. Oktober 1795 aus der Haft entlassen. Er wurde im November 1795 Mitglied der Gesellschaft der Freunde der Republik, die ihre Sitzungen in der Nähe des Panthéons hielten und deswegen Panthéonklub genannt wurde. Dort konnte Darthé rasch an Einfluss gewinnen. Der Panthéonklub fand sehr schnell großen Anklang bei den in Elend lebenden Massen. Das Direktorium befürchtete ein Erstarken der Opposition von links und setzte am 27. Februar 1796 die Schließung des Panthéonklubs durch. Babeuf, Filippo Buonarroti, Darthé und andere Gegner des Direktoriums bildeten am 9. April 1796 das Geheime Exekutivdirektorium für das öffentliche Wohl zum Planen und Ausführen der Verschwörung der Gleichen. Aufgrund seines Redetalents und seines praktischen Politikverständnisses erlangte Darthé neben Babeuf die Führung zur Vorbereitung des Aufstandes. Im Gegensatz zu Babeuf, der eine kommunistische Gesellschaft anstrebte, befürwortete Darthé eine zeitlich befristete Diktatur eines Einzelnen. Dieser Diktator sollte, ohne eine kontrollierende gesetzgebende Gewalt, nur im Namen und zum Wohle des Volkes handeln.
Infolge der Informationen des Polizeispitzels Grisel wurden am 10. Mai 1796 Babeuf, Darthé und über vierzig Mitverschworene verhaftet. Darthé äußerte sich in den Polizeiverhören nicht. Konsequent schwieg er auch während des am 20. Februar 1797 in Vendôme beginnenden Gerichtsprozesses vor dem Hohen Justizhof. Am 26. Mai 1797 verkündete das Gericht die Urteile. Vierzig Angeklagte wurden freigesprochen und fünf Angeklagte, darunter Filippo Buonarotti, wurden zur Deportation verurteilt. Nur Babeuf und Darthé erhielten die Todesstrafe. Beide versuchten sich nach der Urteilsverkündung vergeblich zu erdolchen. Am 27. Mai 1797 wurden die schwerverletzten Babeuf und Darthé hingerichtet. Einige Bauern aus der Umgebung von Vendôme begruben die Leichen der Hingerichteten auf dem nahe gelegenen Friedhof.